# Mererangi Paul
Pour les articles homonymes, voir Paul (patronyme).
Pas d'image ? Cliquez ici

a Compétitions nationales et continentales officielles uniquement.

b Matchs officiels uniquement.
Dernière mise à jour le 10 avril 2024.
Mererangi Paul, née le 29 octobre 1998, est une joueuse internationale néo-zélandaise de rugby à XV, évoluant au poste d’ailière.

## Biographie
Sa sœur, Mahina Paul, est une joueuse internationale néo-zélandaise de rugby à XV.
À l'automne 2023, elle participe à domicile au WXV sous les couleurs de la Nouvelle-Zélande.

## Palmarès
- Vainqueur de la Pacific Four Series en 2025.